# Prigelan
Prigelan is een bestuurslaag in het regentschap Purworejo van de provincie Midden-Java, Indonesië. Prigelan telt 1109 inwoners (volkstelling 2010).